# 필롤라오스

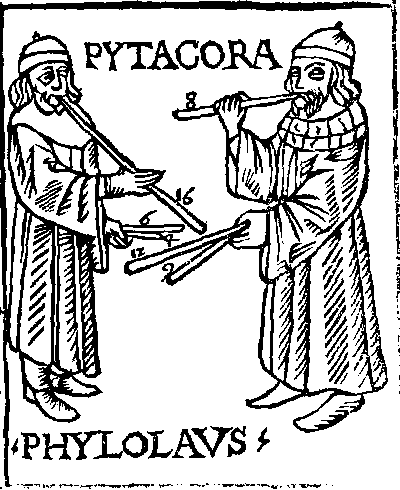
필롤라오스(왼쪽)

필롤라오스(고대 그리스어: Φιλόλαος, 기원전 470년 경 - 기원전 399년 경)는 고대 그리스의 철학자이자, 피타고라스 학파 중의 한 명이다. 그는 소크라테스와 동시대의 인물이나, 그 사상의 성격상 소크라테스 이전 철학자로 분류된다.

## 삶
필롤라오스의 삶에 관해 알려진 것은 많지 않다. 아마도 크로톤 출신으로 나중에는 타라스에 살았던 것으로 추측된다. 피타고라스의 제자이자 피타고라스의 딸 미이아(Myia)와 결혼했다고 알려진 운동 선수 밀론(Milon)의 집에서 크로톤의 피타고라스 학파는 모임을 가졌었는데, 당시 반 피타고라스적 움직임이 소요로 번져 기원전 454년경 밀론의 집은 그 안에서 모임을 가지고 있던 학파의 사람들과 함께 방화로 인해 불길에 휩싸이게 된다. 이로 인해 피타고라스 학파는 두 사람을 제외하고는 모두 생명을 잃었으며, 필롤라오스는 그 불길에서 살아나와 그리스로 도망쳤다고 전해진다. 테바이에서 거주했다고도 알려진다.

## 저작
필롤라오스는 피타고라스 학파 가운데에 최초로 피타고라스의 가르침을 책으로 저술하였던 학자이다. 디오게네스 라에르티오스는 필롤라오스가 쓴 책이 한 권이라고도 하고, 세 권이라고도 하며, 아울루스 겔리우스나 이암블리코스는 필롤라오스의 책이 세 권이라고 쓴다. 도리스 방언으로 쓰인 그의 저서는 파편으로만 남아있으며, 그 중 몇몇 부분은 진위를 명확하게 알 수 없으나, 대부분은 오늘날 그 진위가 인정되고 있다. 그의 책 중 한 권은 "자연에 관하여"라는 제목으로 알려져 있으며, 스토바이오스가 "세계에 관하여"라고 부른 작품과 동일한 것이라고 여겨진다. 또 다른 저술가들은 "박카이(박코스 여신도들)"라는 제목의 저서를 인용하는데, 이 또한 앞의 저서와 동일한 것일 가능성이 있으며, 아리그노테로부터 비롯된 것일 수도 있다. 프로클로스는 "박카이"가 수학의 방법으로 신학을 가르치는 책이라고 묘사한다. 플라톤은 아마도 그의 첫 이탈리아 여행 중에 필롤라오스의 저서를 접했을 것으로 짐작이 되는데, 플라톤의 대화편 티마이오스에서의 설명되는 가르침은 사실 필롤라오스에서 유래하는 것이라는 표절시비를 후에 받는다.

## 학설
필롤라오스의 철학적 사유는 경계가 없는 것(무한정자, 아페이라ápeira)과 경계를 짓는 것(한정자, 페라이논타peraínonta)의 대립을 중심으로 전개된다.
우주 속의 자연은 경계가 없는 것과 경계를 짓는 것이 함께 접합되었는데, 전체로서의 우주는 물론 그 안의 모든 것들이 그렇게 접합되었다.— 필롤라오스, "자연에 관하여", DK 44B 1.

## 같이 보기
- 니코마코스
- 파르메니데스